# Ek-Hi-Rasta
Ek-Hi-Rasta (Hindi एक ही रास्ता, übersetzt: „Der einzige Weg“) ist der zweiterfolgreichste Bollywoodfilm aus dem Jahr 1956. Dieser Film markiert gleichzeitig auch den Durchbruch des Schauspielers Sunil Dutt.

## Handlung
Amar genießt seinen Glück mit seiner Ehefrau, die Tänzerin Malti, und den gemeinsamen Sohn Raja. Außerdem arbeitet er als Manager in einer Baustellen-Zulieferer-Firma von Prakash Mehta. Leider wird sein Glück nicht von jedermann gegönnt. Der unehrliche Munshi und ein Truckfahrer werden von Amar gefeuert, da sie beim Schwarzhandel erwischt wurden. Seitdem versucht Munshi sich zu rächen und fährt Amar letztendlich mit einem LKW um. Noch am Tatort unterliegt Amar seinen Verletzungen.
Als junge Witwe muss sich Malti nun durch das Leben schlagen und ist der gesellschaftlichen Demütigungen hilflos ausgesetzt. Ihre Lage verschlimmert sich zunehmend als Munshi noch das Gerücht in die Welt setzt, sie hätte eine Liebesbeziehung zu Prakash Mehta. Dieser kann das Leid der jungen Frau nicht ertragen und nimmt sie zur Frau. Nur der kleine Sohn Raja weiß noch nicht von dem Tod seines Vaters. Als der Kleine dies auch noch von Munshi erfährt, bricht für ihn die Welt zusammen. Er will Prakash nicht als seinen Stiefvater akzeptieren. Nach einigen Turbulenzen verarbeitet Raja seine Trauer und die neue Familie findet wieder zum Glück.

## Musik
| Songtitel                                           | Sänger/in       |
| --------------------------------------------------- | --------------- |
| Bade Bhaiyya Laaye Hain London Se Chhori            | Asha Bhosle     |
| Bekas Ki Aabroo Ko Neelam Karke Chhoda              | Lata Mangeshkar |
| Bhola Bachpan Dukhi Jawaani Lambi Sooni Raahon Mein | Hemant Kumar    |
| Chali Gori Pee Se Milan Ko Chali                    | Hemant Kumar    |
| So Jaa Nanhe Mere Tu Toh So Jaa Tu Toh Soja         | Lata Mangeshkar |
| Chali Gori Pee Se Milan Ko Chali (Long)             | Hemant Kumar    |

Die Liedtexte zur Musik von Hemanta Kumar Mukherjee schrieb Majrooh Sultanpuri.

## Kritik
""Ek Hi Raasta" macht diesen Job vorbildlich, auch wenn Chopra sich etwas zu sehr auf der sicheren Seite bewegt. Von der Besetzung über die oftmals abgeschwächte Dramatik bis hin zum versöhnlichen Ende scheinen die Ecken und Kanten abgeschliffen. Übrig blieb ein sympathisches, gut gemachtes und durchaus flottes Drama, das sich auf jeden Fall nicht zu verstecken braucht. Ein Grund dafür ist die Besetzung, angeführt vom stets sympathischen Ashok Kumar." (von molodezhnaja.ch)

## Sonstiges
- Die Rolle des kleinen Raja übernahm Kinderdarstellerin Daisy Irani unter dem Pseudonym Roopkumar. Irani avancierte zum Kinderstar der 50er und 60er Jahre und spielte sowohl Mädchen- als auch Jungenrollen.